# 加奥
加奥（法语：Gao）是位于马里尼日尔河畔的一座城市，加奧區的首府，2009年人口约87,000。
2004年，加奥的阿斯基亚陵被列入联合国教科文组织的世界遗产名录。
2012年3月31日，阿扎瓦德民族解放运动等叛軍從政府軍手上攻佔加奧。伊斯蘭武裝分子在6月的加奧之戰擊敗阿扎瓦德民族解放運動，奪得加奧的控制權。2013年1月，法國出動戰機轟炸加奧的伊斯蘭武裝分子營地和倉庫。